# Xili de Jalapa

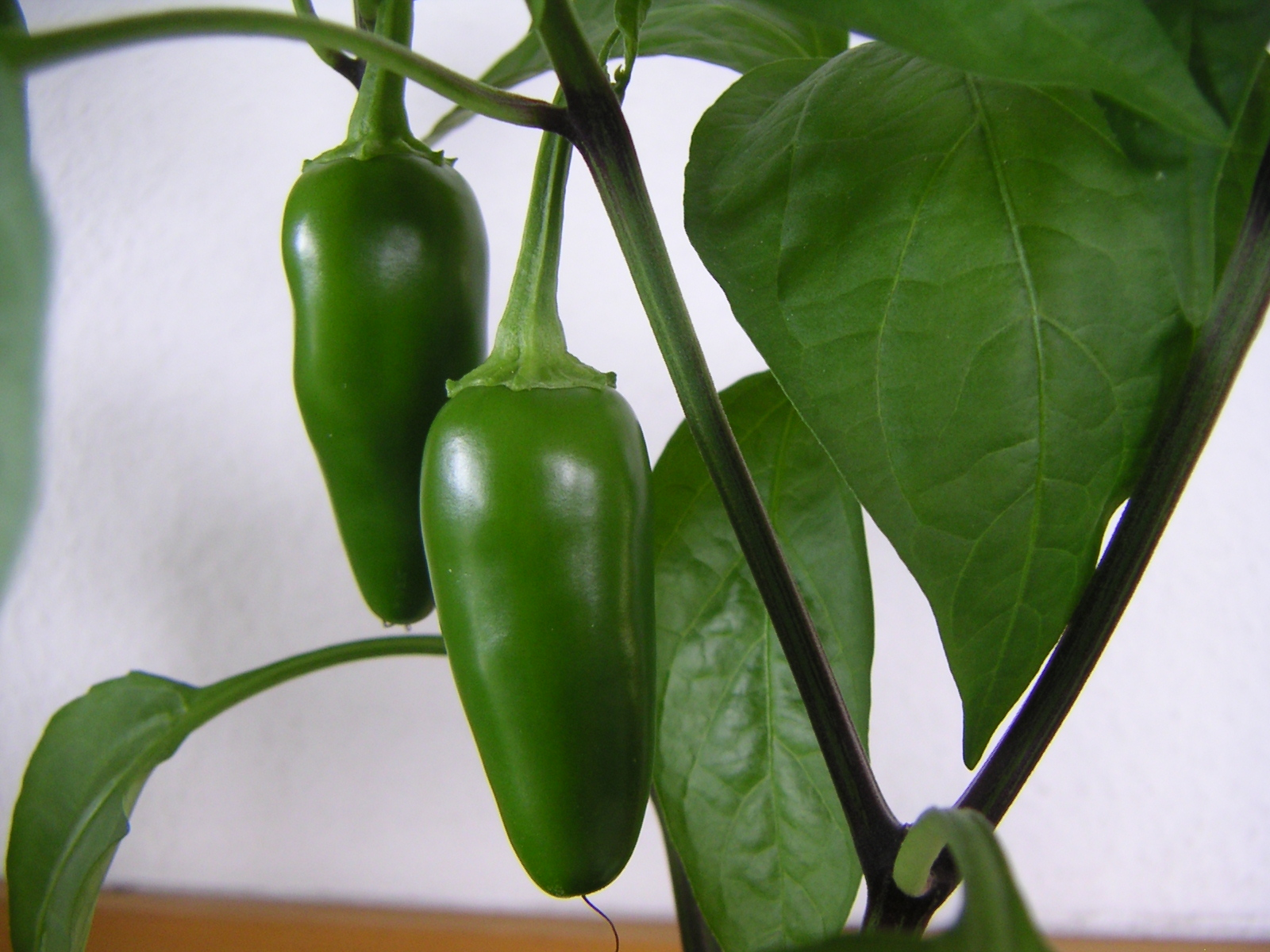
Pebrot jalapenyo immadur

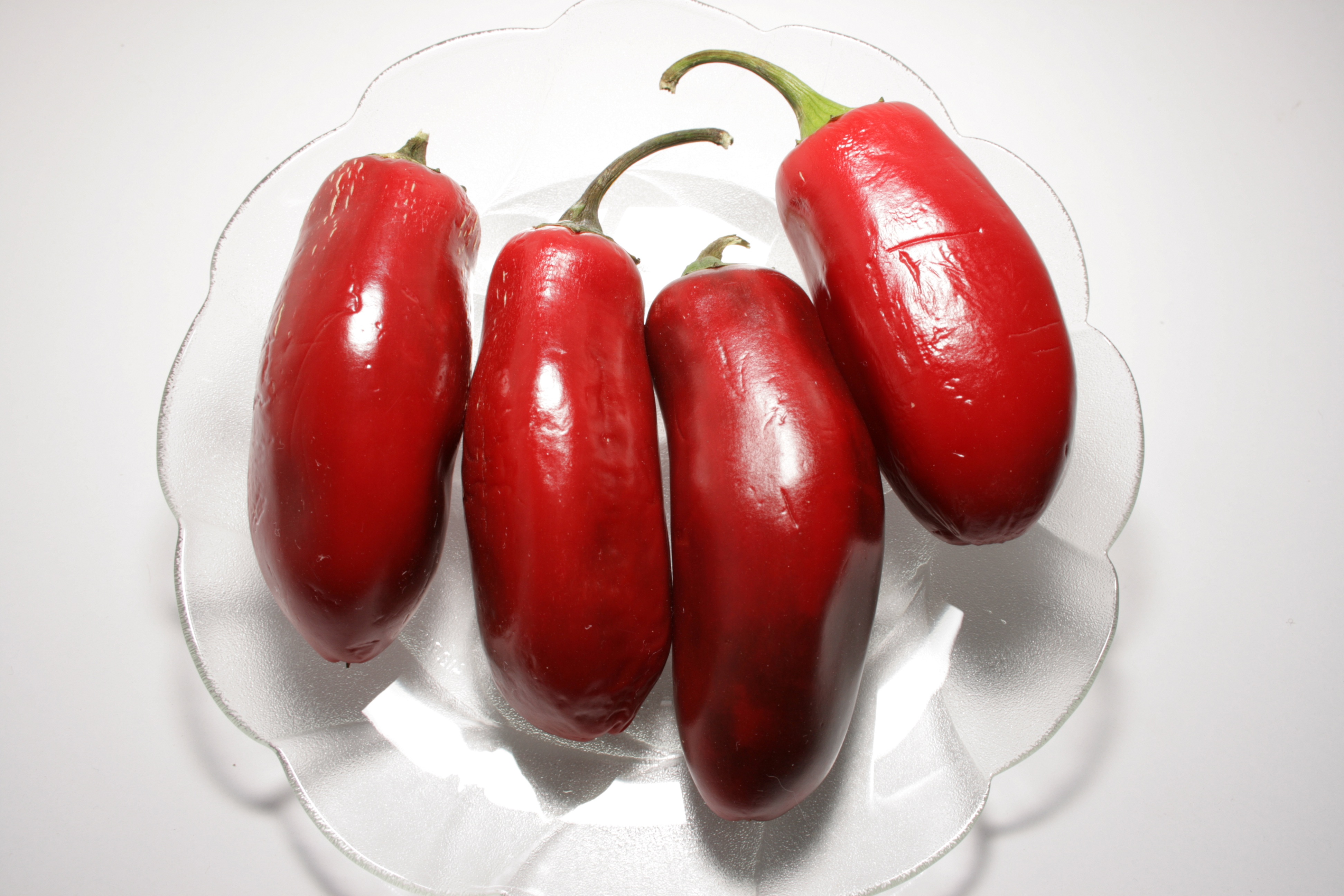
Bitxos jalapenyos madurs.

El xili de Jalapa és una varietat picant de pebrotera originària de Mèxic que es produeix en gran quantitat en el país. En castellà s'anomena chile jalapeño, chile chipotle o chile cuaresmeño. S'anomena així pel seu centre tradicional de producció, la ciutat mexicana de Xalapa i és una de les varietats picants de la pebrotera Capsicum annuum. A Mèxic se'n cultiven més de 6.000 hectàrees.
El fruit del xili de Jalapa és carnós i allargat, arriba a fer els 7 cm de llargada i al voltant de 3 cm d'amplada. Es fa servir tant abans com després de la seva maduració. Una part important es destina a l'assecament (chipotle, del nàhuatl chilpoctli, que significa "bitxo fumat"). És una varietat mitjanament picant, entre 2.500 i 8.000 punts en l'escala Scoville.